# Чужий: Земля
«Чужий: Земля» (англ. Alien: Earth) – науково-фантастичний телесеріал жахів, заснований на франшизі «Чужий». Сценаристом і режисером став Ной Говлі. Це приквел, дія якого розгортається за три десятиліття до подій фільму «Чужий» 1979 року. У головних ролях: Сідні Чендлер, Алекс Лотер, Семюел Бленкін, Ессі Девіс і Адарш Гурав. Серіал спільно виробляють 20th Television і Scott Free Productions, вихід відбувся на FX на Hulu 12 серпня 2025 року.

## Акторський склад та персонажі

### Головний каст
- Сідні Чендлер[en] – Венді, жінка, яка має тіло дорослої людини та свідомість дитини [6]
- Алекс Лотер – Сі Джей, солдат [6]
- Семюел Бленкін – Бой Кавальєр, генеральний директор [6]
- Ессі Девіс[en] – Дейм Сильвія [7]
- Адарш Гурав[en] – Слайтлі (англ. Slightly) [7]
- Кіт Янг[en] як Тутлз [8]
- Тімоті Оліфант – Кірш, наставник і тренер Венді[6]
- Девід Рісдал[en] [6]
- Бабу Сізей[en] [9]
- Джонатан Аджаї [9]
- Ерана Джеймс[en] [9]
- Лілі Ньюмарк[en] [9]
- Diêm Camille [9]
- Адріан Едмондсон[en] [9]

### Другорядний каст
- Мо Бар-Ел[en] [10]
- Сандра Ї Сенціндайвер[en] – старший член корпорації Вейланд-Ютані [11]

## Список серій
| № серії | Назва серії                                | Режисер(и)       | Сценарист(и)                 | Оригінальна дата показу | Глядачів U.S. (млн) |
| --- | ------------------------------------------ | ---------------- | ---------------------------- | ----------------------- | ------------------- |
| 1 | «Неверленд» «Neverland»                    | Ной Хоулі        | Ной Хоулі                    | 12 серпня 2025          | 0.589               |
| У 2120 році Землю та колонізовану Сонячну систему контролюють 5 великих корпорацій, включаючи нещодавно засновану корпорацію Prodigy. Космічний корабель «Мажино» корпорації Weyland-Yutani повертається з 65-річної експедиції. На борту містяться зібрані зразки іншопланетного життя, включаючи лицехвата. На Землі, на дослідницькому острові Prodigy під назвою Неверленд невиліковно хвора дівчина Марсі Герміт стає першою людиною, гібридом, чия свідомість буде перенесена в робота. Отримавши синтетичне доросле тіло, вона перейменовує себе на Венді. Адаптуючись до свого нового тіла під наставництвом робота Кірша, Венді готує до тієї ж процедури групу дітей. «Мажино» зазнає несправності та прямує на зіткнення з Землею. Деякі зразки вириваються, і дорослий ксеноморф убиває екіпаж, за винятком кіборга Морроу. «Мажино» врізається у хмарочос в місті Prodigy, Новому Сіамі. Там проживає брат Венді, Джо Герміт, який працює бойовим медиком корпорації. Генеральний директор Prodigy, молодий Бой Кавальєр, стверджує, що вантаж корабля тепер належить Prodigy. Він відправляє Кірша, Венді та інших гібридів для допомоги в пошуково-рятувальних операціях, щоб перевірити їхні покращені можливості. Морроу, який вижив у захищеній кімнаті, намагається захистити вантаж і затримує двох солдатів Prodigy, яких убиває схожа на п'явку істота. Венді каже Кіршу, що хоче врятувати свого брата від смерті. |                                            |                  |                              |                         |                     |
| 2 | «Містер Жовтень» «Mr. October»             | Дана Гонзалес    | Ной Хоулі                    | 12 серпня 2025          | 0.380               |
| Кавальєр розповідає своїй колезі, Дейм Сільвії, що він заснував проєкт «Гібрид», аби конкурувати з виробниками штучного інтелекту, і надав Венді додаткові здібності, оскільки бажає створити людину, розумнішу за себе. Він відхиляє прохання Weyland-Yutani про захист запатентованого вмісту «Мажино», попереджаючи, що будь-яке вторгнення на його територію вважатиметься ворожим актом. Гібриди прибувають на місце падіння космічного корабля. Венді стикається з ксеноморфом і відділяється від колег. Переслідуючи її, ксеноморф убиває ще одного солдата та знищує квартиру заможних мешканців, які відмовилися евакуюватися. Венді рятує Морроу, який використовує електрошокер проти ксеноморфа. Але потім Морроу заарештовують солдати, ксеноморф отямлюється та вбиває їх, залишивши Морроу живим. Гібриди Тутлз, Смі, Нібс і Керлі зустрічають двох інших небезпечних позаземних істот: око з липкими щупальцями, та рослину з гнучким стеблом. Венді знаходить свого брата з Ледві, також гібридом, але він її не впізнає і думає, що його сестра померла від хвороби. Троє натрапляють на кілька яєць ксеноморфів і отримують наказ охороняти їх, доки не прибуде команда фахівців. Ксеноморф стрибає на Джо, скидаючи в прірву, і Венді стрибає за ними. |                                            |                  |                              |                         |                     |
| 3 | «Метаморфози» «Metamorphosis»              | Дана Гонзалес    | Ной Хоулі і Боб ДеЛаурентіс  | 19 серпня 2025          | Буде визначено      |
| На «Мажино» Нібс запитує Керлі, чому всі гібриди були названі на честь персонажів Пітера Пена, і чому Марсі стала Венді. Хлопчик Кавальєр наказує Кіршу зібрати істот і привезти їх назад на острів для вивчення, незважаючи на заперечення Кірша та Дами Сільвії. Морроу знаходить Смі та Леггі, які охороняють яйця ксеноморфів, і допитує їх, підозрюючи їхню дитячу поведінку. Він тікає невдовзі після прибуття Кірша, коли яйце починає відкриватися. Тим часом Венді знаходить Відлюдника, захопленого ксеноморфом. Венді вбиває ксеноморфа, обезголовивши його, але Венді та Відлюдник отримують серйозні поранення в боротьбі. Вони всі повертаються на острів, де Відлюднику роблять операцію, а Дама та Артур Сільвія доглядають за непритомною Венді. Бой Кавальєр оглядає істот, поки Кірш не забирає його, коли той підходить занадто близько до яйця ксеноморфа. Пізніше Атом Ейнс розпитує Смі та Леггі про їхню зустріч з Морроу, поки Бой Кавальєр таємно спостерігає за ними. Десь у Новому Сіамі Морроу телефонує Ютані. Вона наказує йому повернутися додому, але він відмовляється і наполягає на тому, щоб сам забрати істот. Повернувшись на острів, Керлі просить Боя Кавальєра пояснити, чому Венді є його улюбленицею з гібридів, а Керлі наполягає, що вона найкраща. Морроу невідомим чином зв'язується з Ледвей, лякаючи його, але Морроу переконує Ледвей стати його другом. Поки Кірш, Тутлз і Керлі препарують фейсхагера та вводять його личинки в легеню Джо, яку видаляють під час операції, Венді прокидається, чуючи гучні трелі, які завдають їй болю. Венді вирушає на пошуки джерела болю, опиняючись у кімнаті з яйцями ксеноморфів, перш ніж впасти на підлогу. |                                            |                  |                              |                         |                     |
| 4 | «Спостереження» «Observation»              | Уґла Хауксдоттір | Ной Хоулі і Бобак Есфарджані | 26 серпня 2025          | Буде визначено      |
| 5 | «У космосі ніхто...» «In Space, No One...» | Ной Хоулі        | Ной Хоулі                    | 2 вересня 2025          | Буде визначено      |
| 6 | «Муха» «The Fly»                           | Уґла Хауксдоттір | Ной Хоулі і Ліза Лонг        | 9 вересня 2025          | Буде визначено      |
| 7 | «Виникнення» «Emergence»                   | Буде визначено   | Ной Хоулі і Марія Мельник    | 16 вересня 2025         | Буде визначено      |
| 8 | «Справжні Монстри» «The Real Monsters»     | Буде визначено   | Ной Хоулі і Мігізі Пенсоно   | 23 вересня 2025         | Буде визначено      |

## Виробництво

### Розробка
У лютому 2019 року Bloody Disgusting повідомили, що розробляються два телевізійні серіали «Чужий»: один анімаційний «Чужий: Ізоляція» та один бойовик від Рідлі Скотта для мережі FX на Hulu/ У грудні 2020 року в рамках презентації Disney's Investor Day офіційно оголосили, що проєкт останнього телевізійного серіалу знаходиться в розробці для мережі, з Ной Говлі стане шоуранером, а Скотт – виконавчим продюсером. Дія серіалу відбудеться на Землі у найближчому майбутньому. 17 лютого 2022 року The Hollywood Reporter оголосив, що серіал є приквелом, дія якого відбувається перед подіями «Чужого» (1979). Сам Говлі підтвердив, що серіал буде більше пов’язаний зі стилем і міфологією оригінального фільму 1979 року, а не приквелів «Прометей» (2012) і «Чужий: Заповіт» (2017). У квітні 2023 року Ландграф заявив, що серіал знаходиться в «активному попередньому виробництві».

### Кастинг
У травні 2023 року на головну роль обрали Сідні Чендлер , потім у липні до касту долучилися Алекс Лотер, Семюель Бленкін, Ессі Девіс і Адарш Гурав. Тімоті Оліфант і Девід Рісдал долучилися до акторського складу в листопаді 2023 року  .

### Знімання
Основні фільмування мали розпочатися в березні 2022 року, але їх відклали через пандемію COVID-19. Виробництво серіалу розпочалося 19 липня 2023 року в Таїланді. Знімання (без американської актриси Сідні Чендлер) було дозволено проводити під час страйку SAG-AFTRA у 2023 році через те, що британський акторський склад серіалу працював за контрактом Equity . Наприкінці серпня через страйк виробництво було зупинено. Фільмування відновилося у квітні 2024 року  і завершилися в середині липня. Оператором виступив Стів Енніс.

## Вихід
За словами Говлі, прем'єра «Чужий: Земля» очікується в першій половині 2025 року. У серпні 2024 року під час окремих показів «Чужий: Ромул» показали 15-секундний тизер до «Чужий: Земля», що підтвердило прем’єру у 2025 році.